# HD 85390
Natasha eller HD 73526 är en ensam stjärna belägen i den mellersta delen av stjärnbilden Seglet. Den har en skenbar magnitud av ca 8,54 och kräver åtminstone en stark handkikare eller ett mindre teleskop för att kunna observeras. Baserat på parallax enligt Gaia Data Release 2 på ca 29,8 mas, beräknas den befinna sig på ett avstånd på ca 318 ljusår (ca 98 parsek) från solen. Den rör sig bort från solen med en heliocentrisk radialhastighet på ca 33 km/s.

## Nomenklatur
HD 85390 fick på förslag av Zambia, namnet Natasha i NameExoWorlds-kampanjen som 2019 anordnades av International Astronomical Union. Natasha betyder tack på många språk i Zambia.

## Egenskaper
HD 85390 är en orange till gul stjärna i huvudserien av spektralklass K1 V. Den har en massa som är ca 0,76 solmassor, en radie som är ca 0,74 solradier och har ca 0,44 gånger solens utstrålning av energi från dess fotosfär vid en effektiv temperatur av ca 5 200 K. 

## Planetsystem
Exoplaneten HD 85390 b upptäcktes i cirkulation kring stjärnan 2011 med metoden för mätning av radiell hastighet. Ytterligare en planet vid stjärnan misstänktes sedan 2013, men kunde motbevisas 2019.
| Planet | Massa          | Halv storaxel (AE) | Siderisk omloppstid (d) | Excentricitet | Inklination | Radie |
| ------ | -------------- | ------------------ | ----------------------- | ------------- | ----------- | ----- |
| b      | ≥42,0 ± 3,6 M⊕ | 1,52 ± 0,04        | 788 ± 25                | 0,41 ± 0,12   | -           | -     |